# Четверо нищих
«Четверо нищих», катр-мандьян (фр. quatre mendiants или окс. pachichòis) — обязательная составляющая тринадцати десертов, которые подают на рождественский стол в Провансе. Представляют собой фрукты и орехи, символизирующие четыре нищенствующих монашеских ордена.
В Провансе, как и во многих других местностях, издавна было принято запасать на зиму фрукты и орехи, которые являлись важной частью постного меню. Этими запасами жители делились со странствующими монахами, просившими милостыню. По другой версии, монахи готовили десерт на Рождество и раздавали нищим. Со временем словом «mendiant» — «нищий», «попрошайка» — стали называть и сами фрукты, цвет которых напоминал людям одеяния того или иного монашеского ордена. Эти ассоциации менялись с течением времени, и постепенно установились следующие: орехи (грецкие или лесные) символизируют августинцев; сушёный инжир — францисканцев; миндаль — кармелитов; изюм — доминиканцев.
О «четырёх нищих» писали фелибры, немало сделавшие для популяризации традиции тринадцати десертов. В их работах упоминается провансальское слово pachichòis, однако, по всей видимости, оно не имело широкого хождения.
В рассказе А. И. Куприна «Четверо нищих» приводится легенда о происхождении десерта, которую автор, по его собственным словам, то ли услышал, то ли сам придумал. По Куприну, десерт пользовался большой популярностью:

Во всех кабачках и ресторанах Парижа можно спросить на десерт лесные орехи, миндаль, изюм и вяленые фиги. Надо только сказать гарсону: дайте мне «нищих», и вам подадут аккуратную бумажную коробочку, в которую заключены все эти четыре сорта заедок, столь любимых когда-то и у нас, в бывшей богатой торговой тысячеглавой Москве.— Куприн А.И. Четверо нищих (1929).
Упоминание десерта под французским названием quatre mendiants встречается также у А. И. Герцена, Б. Н. Чичерина, А. П. Керн.
В наши дни словом «mendiant» называют также кондитерское изделие, представляющее собой шоколадный диск, украшенный миндалём, изюмом, грецким орехом, иногда фисташкой. Инжир из-за крупного размера обычно не используется.